# 德勒克 (加利福尼亞州)
德勒克（英語：Delleker）是位於美國加利福尼亞州普盧默斯縣的一個人口普查指定地區。

## 地理
德勒克的座標為39°48′41″N 120°29′52″W / 39.81139°N 120.49778°W，而該地最高點為海拔高度1489米（即4885英尺）。

## 人口
根據2010年美國人口普查的數據，德勒克的面積為7.177平方千米，當中陸地面積為7.172平方千米，而水域面積為0.005平方千米。當地共有人口705人，而人口密度為每平方千米98人。